# Australian Indoor Championships 1977
L'Australian Indoor Championships 1977 è stato un torneo di tennis giocato cemento indoor dell'Hordern Pavilion di Sydney in Australia. Il torneo fa parte del Colgate-Palmolive Grand Prix 1977. Si è giocato dal 17 al 22 ottobre 1977.

## Campioni

### Singolare maschile
Jimmy Connors ha battuto in finale  Ken Rosewall con il punteggio di 7–5, 6–4, 6–2

### Doppio maschile
John Newcombe /  Tony Roche hanno battuto in finale  Ross Case /  Geoff Masters con il punteggio di 6–7, 6–3, 6–1